# Ophir Pines-Paz

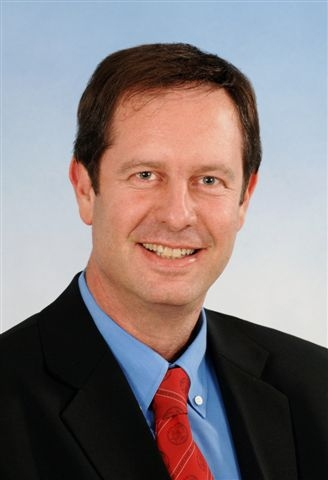
Ophir Pines-Paz

Ophir Pines-Paz (hebreiska: אופיר פינס-פז), född 11 juli 1961, är en israelisk politiker och partisekreterare i Arbetarepartiet. 
Han är utbildad vid Tel Avivs universitet, Hebreiska universitetet i Jerusalem och har en examen i förvaltningskunskap.  Ophir Pines-Paz är gift, har två barn och bor i Ra'anana, Israel. 
Han invaldes 1996 i Knesset och har sedan omvalts flera gånger.
2005 till 2006 var Pines-Paz inrikesminister i Ariel Sharons regering.
Efter valet 2006 tjänstgjorde han en tid även som minister i Ehud Olmerts regering men hoppade av när det ultranationalistiska partiet Yisrael Beytenu blev en del av regeringen.